# Кипріян (Стецький)
Кипрія́н Сте́цький гербу Радван (пол. Cyprian Stecki; 6 червня 1734 (чи 16 червня 1724) — 5 січня 1787, Рожище, тепер Луцький район, Волинська область) — ієрарх Руської унійної церкви, з 10 липня 1777 — єпископ Луцький і Острозький.

## Життєпис
Походив зі шляхетського роду Стецьких гербу Радван. 4 червня 1777 року митрополит Пилип Володкович повідомив Конґрегацію поширення віри, що Кипріяна Стецького номіновано на єпископа Луцького і Острозького.
Після сходження на престіл єпископ Кипріян розпочинає будівництво своє резиденції у місті Рожище. Резиденція перебувала у власності луцьких єпископів до 1828 року, коли Росія скасувала єпархію.
У 1778 році владика Кипріян випросив для цілої Луцької єпархії повний відпуст на 16 вересня — день почитання святого Йосафата Кунцевича.
У лютому 1781 року єпископ Кипріян дав дозвіл префекту друкарні Почаївського монастиря Спиридону Коберському на друкування книг для старообрядців. Екзарх Руської митрополії.